# Expo 2005

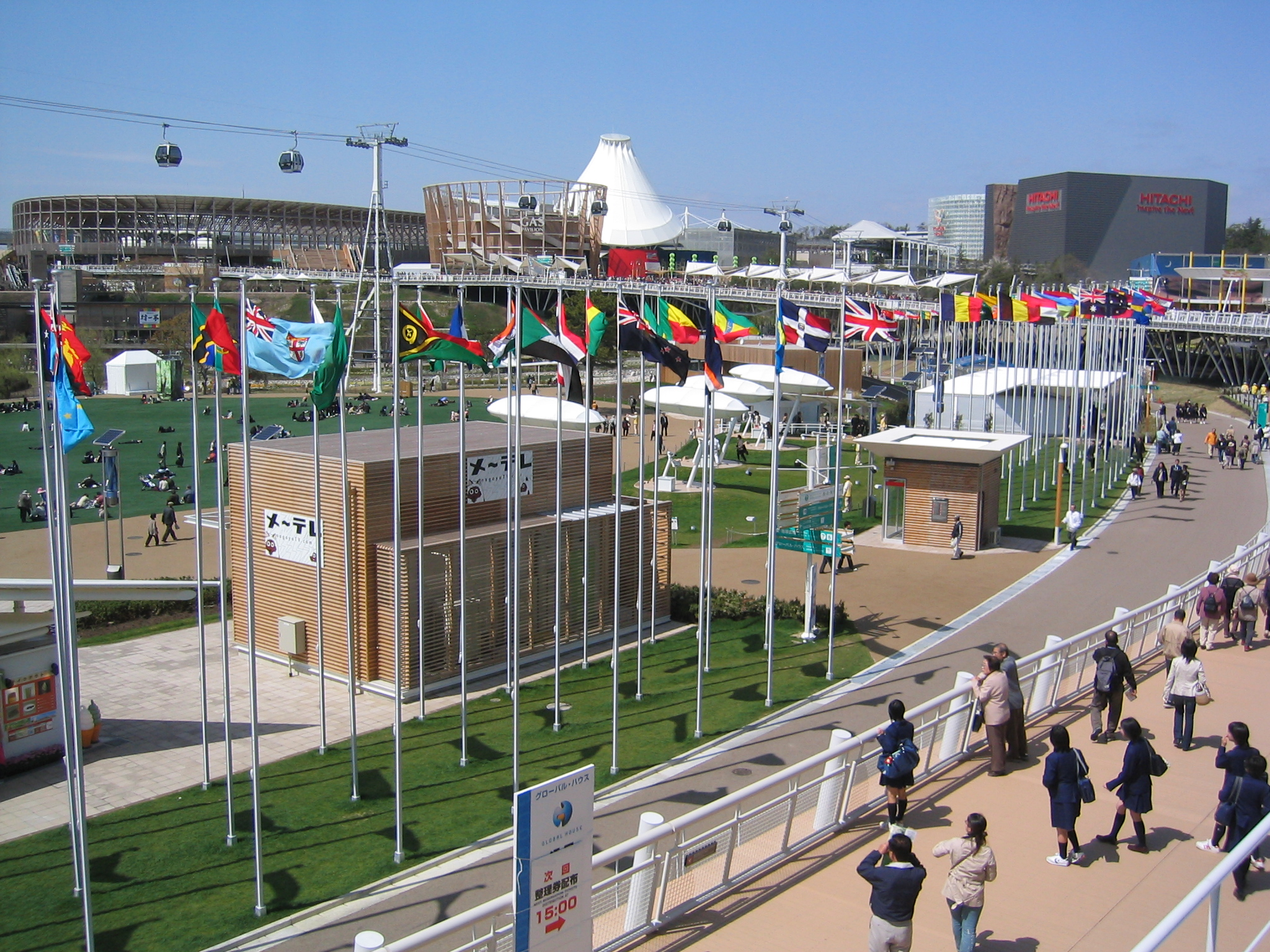
Blick über das Zentrum der Expo 2005 mit den Firmenpavillons im Hintergrund

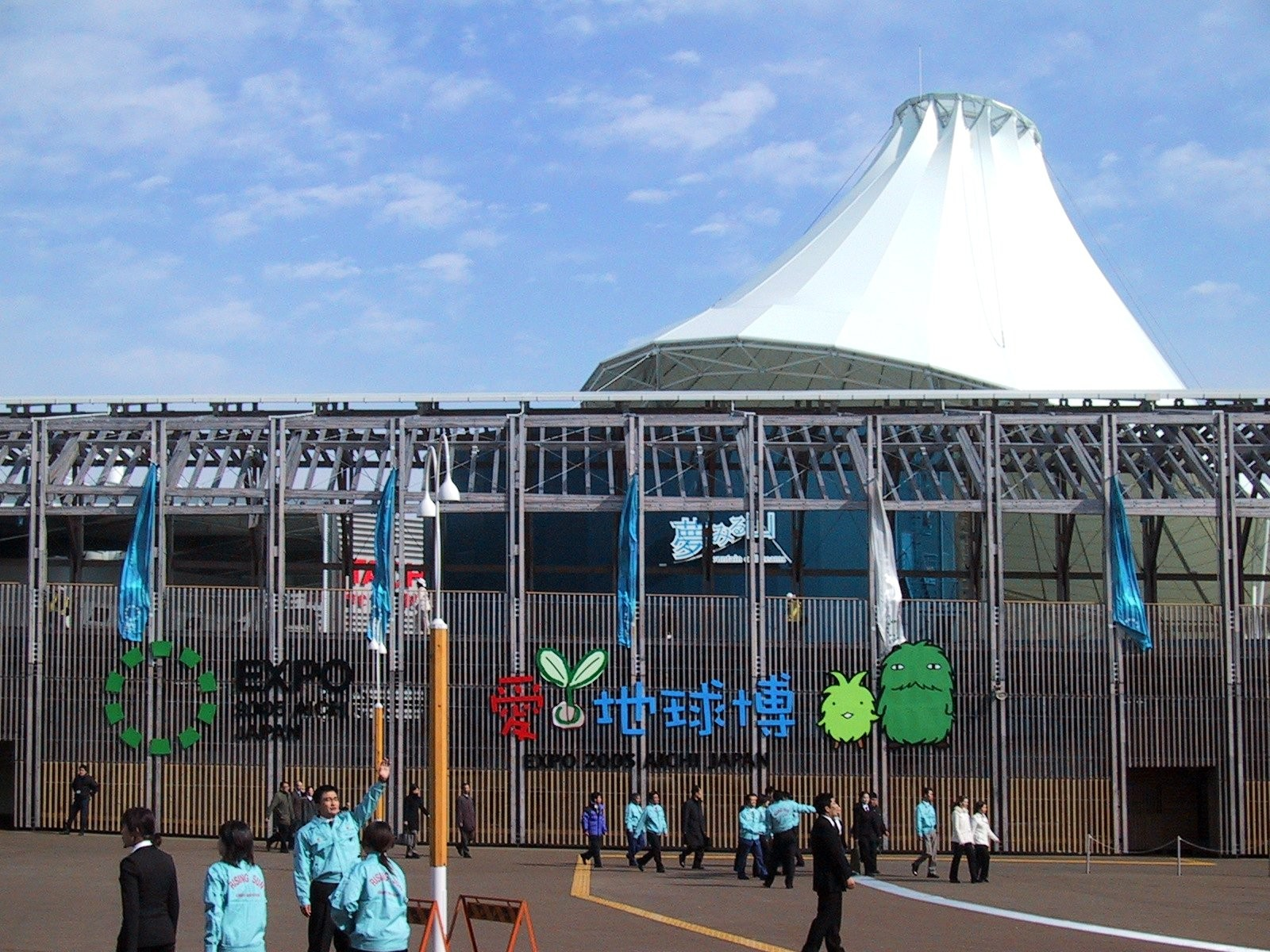
Der Eingang des Expo-Geländes

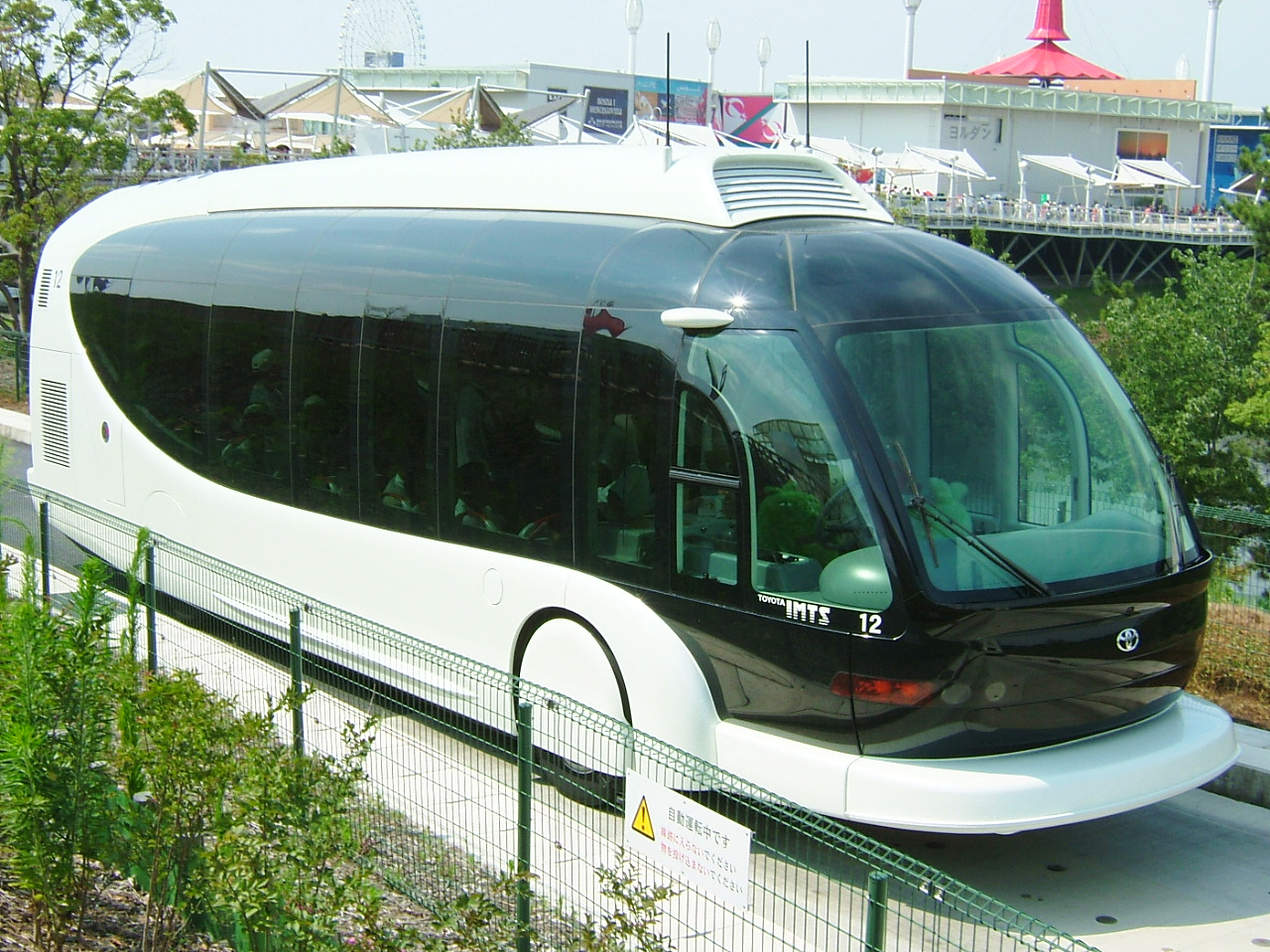
Vollautomatische Busse ohne Fahrer auf einer Strecke innerhalb des Expo-Geländes (Toyota Intelligent Multimode Transit System, IMTS)

Die Weltausstellung Expo 2005 (japanisch 愛知万博 Aichi bampaku) fand vom 25. März bis 25. September 2005 in der japanischen Präfektur Aichi statt. Das zentrale Expo-Gelände befand sich in der Gemeinde Nagakute östlich von Nagoya, weitere Ausstellungen waren in der Stadt Seto zu finden.
Die Expo 2005 war die fünfte Internationale Ausstellung in Japan nach der Universale Expo ’70 in Osaka, der Spezialisierte Expo ’75 in Okinawa, der Spezialisierte Expo '85 in Tsukuba und der Internationale Gartenbauausstellung '90 in Osaka.

## Geschichte
Nagoya hatte sich um die Ausrichtung der Olympischen Sommerspiele 1988 beworben, den Zuschlag bekam jedoch die südkoreanische Hauptstadt Seoul. Daraufhin entstand die Idee, dieses Gelände für eine Weltausstellung zu nutzen. 1997 erhielt Japan dann den Zuschlag für die Ausrichtung der Expo 2005.
Ursprünglich ging man bei den Planungen von insgesamt 25 Millionen Besuchern aus. Nach den schlechten Erfahrungen der Expo 2000 in Hannover wurde die Prognose auf 15 Millionen Besucher reduziert, was letztendlich jedoch weit übertroffen wurde.

## Motto und Name
Das Motto der Expo war Shizen no Eichi (自然の叡智, Weisheit der Natur).
Die Expo trug im Logo den Kosenamen Ai Chikyū-Haku (愛・地球博, Liebe – Weltausstellung). In diesem Wortspiel verschmolzen die Namen der Veranstalterpräfektur Aichi mit den Wörtern Ai („Liebe“) und Chikyū („Erde, Welt“).

## Pavillons und Attraktionen
Das Gelände in Nagakute war 185 Hektar groß und wies folgende Attraktionen auf:
- Global Loop
- Global Commons
- Zentrale Zone
- Japan-Zone
- Firmenpavillons
- Interaktive Vergnügungszone
- Wald-Erlebnis-Zone

Über das Gelände in Nagakute fuhren automatische Busse, außerdem konnten die Besucher mit einer Seilbahn vom nördlichen zum südlichen Teil der Ausstellung fahren. Eine weitere Seilbahn verband die beiden Expo-Standorte in Nagakute und Seto.
Auf dem wesentlich kleineren Gelände in Seto (15 Hektar) gab es die Pavillons von Japan und der Präfektur Aichi sowie einen Bürgerpavillon.

## Besucher

### Anzahl
Vor Beginn der Expo 2005 rechneten die Veranstalter mit täglich 80.000 Besuchern, an Spitzentagen (Golden Week, Sommerferien) mit bis zu 150.000 und insgesamt mit etwa 15 Millionen Besuchern.
Am Eröffnungstag kamen jedoch nur 43.000 Personen und am zweiten Tag 46.000 Personen, was vermutlich am ungewöhnlich kalten Wetter lag. Im April lagen die Besucherzahlen meist um 40.000 bis 50.000 pro Tag, an Wochenenden bis zu 80.000. Ein erster Spitzenwert wurde am 23. April mit 112.332 Besuchern erreicht, ein weiterer Rekord folgte in der Golden Week am 4. Mai mit 149.214 Personen. Im Mai und Juni lagen die Besucherzahlen bei durchschnittlich 110.000 pro Tag, Spitzentage waren hier der 28. Mai mit 153.112 Besuchern und der 18. Juni mit 171.860 Personen. Der zehnmillionste Besucher wurde am 4. Juli gezählt. Die tägliche Besucherzahl im Juli und August lag meist zwischen 80.000 und 130.000.
Insgesamt besuchten 22.049.644 Personen die Expo 2005, was die korrigierten Prognosen der Veranstalter deutlich übertraf und nahe an den ursprünglichen Erwartungen lag.

### Verteilung
Umfragen zeigten, dass bis Mitte August etwa die Hälfte der Besucher mehr als einmal zur Expo gekommen war. Etwa 50 % der Besucher kamen aus den drei Präfekturen Aichi, Mie und Gifu, und 22 % aus der Kantō-Region (zu Beginn der Expo waren nur 10 % der Besucher aus Kantō gekommen).
Nur 5 % der Besucher waren Ausländer, vor allem aus Südkorea, Taiwan, der Volksrepublik China und den USA. Dies war eine Enttäuschung für die Veranstalter, die mit 10 % ausländischen Gästen gerechnet hatten.

## Sonstiges
Bei der offiziellen Eröffnungsfeier der Expo 2005 spielte ein Orchester mit Musikern aus aller Welt („Super World Orchestra“) das von Yoshiki, dem Leader der Band X-Japan, eigens für diese Gelegenheit geschriebene Klassikstück „I’ll Be Your Love“. Yoshiki dirigierte das Orchester selbst.
Aus Furcht vor Terroranschlägen und wegen möglicher Lebensmittelvergiftungen wurde zu Beginn der Expo 2005 durch umfangreiche Sicherheitskontrollen sichergestellt, dass keine Getränke und Lebensmittel von außerhalb auf das Gelände gelangten. Nachdem es jedoch in den ersten Wochen vor allem von Schulklassen und Schulen starke Proteste gegen diese Regelung gab, hob die Expo-Leitung dieses Verbot auf Bitte von Premierminister Junichiro Koizumi auf.

## Das Gelände nach Ende der Expo
Unmittelbar nach Ende der Expo begannen umfangreiche Abriss- und Umbauarbeiten auf dem Gelände. Fast alle Attraktionen und Pavillons wurden abgerissen, und das Gelände zu einem Park umgestaltet, der unter dem Namen Ai Chikyū-Haku Kinen Koen (愛・地球博記念公園) am 15. Juli 2006 eröffnet wurde und seitdem von der Präfektur Aichi betrieben wird. Weitere Bauarbeiten wurden noch bis 2010 durchgeführt.

## Bildergalerie

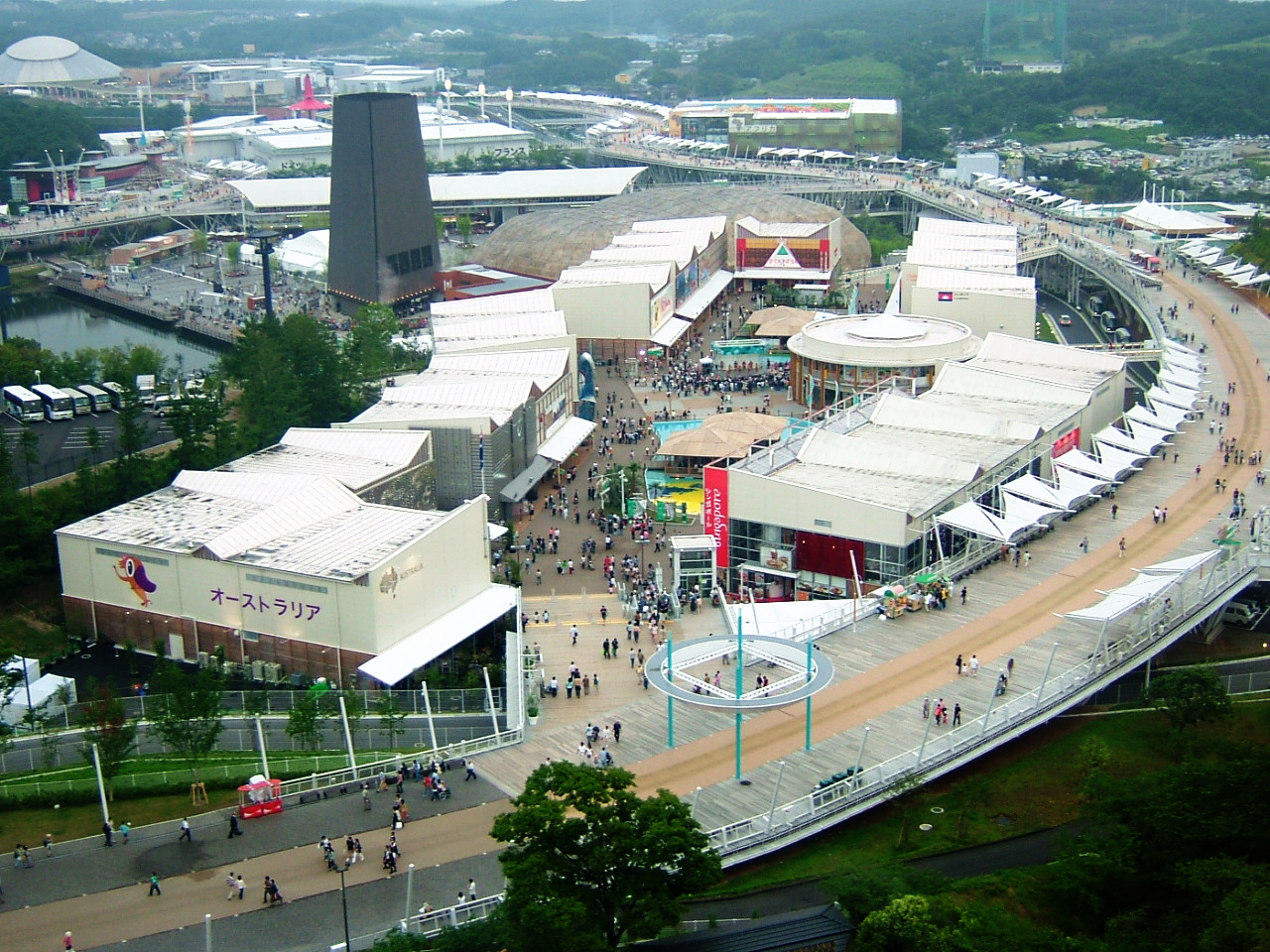
Übersicht über das Gelände der Expo 2005
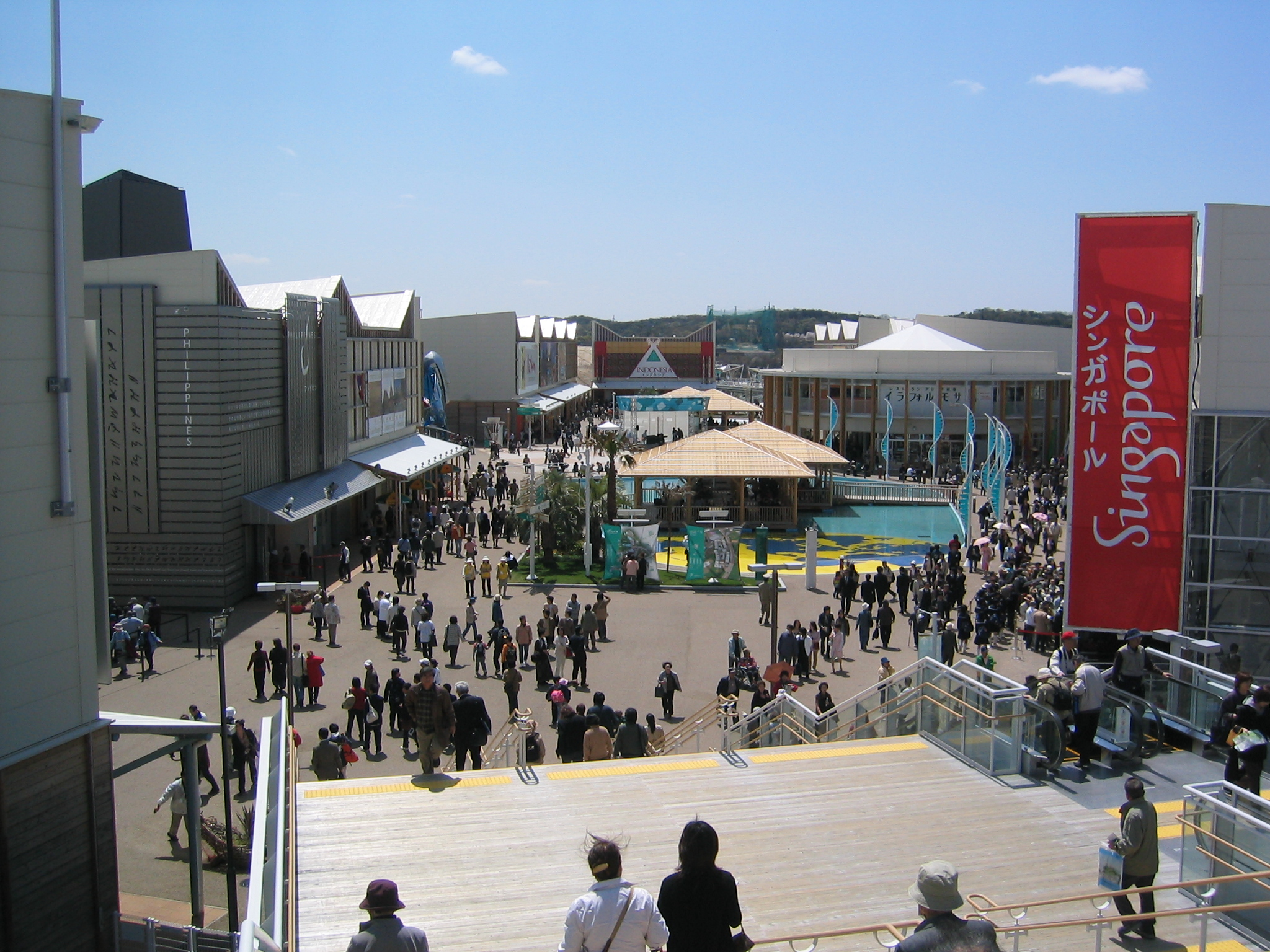
Asiatische Länderpavillons
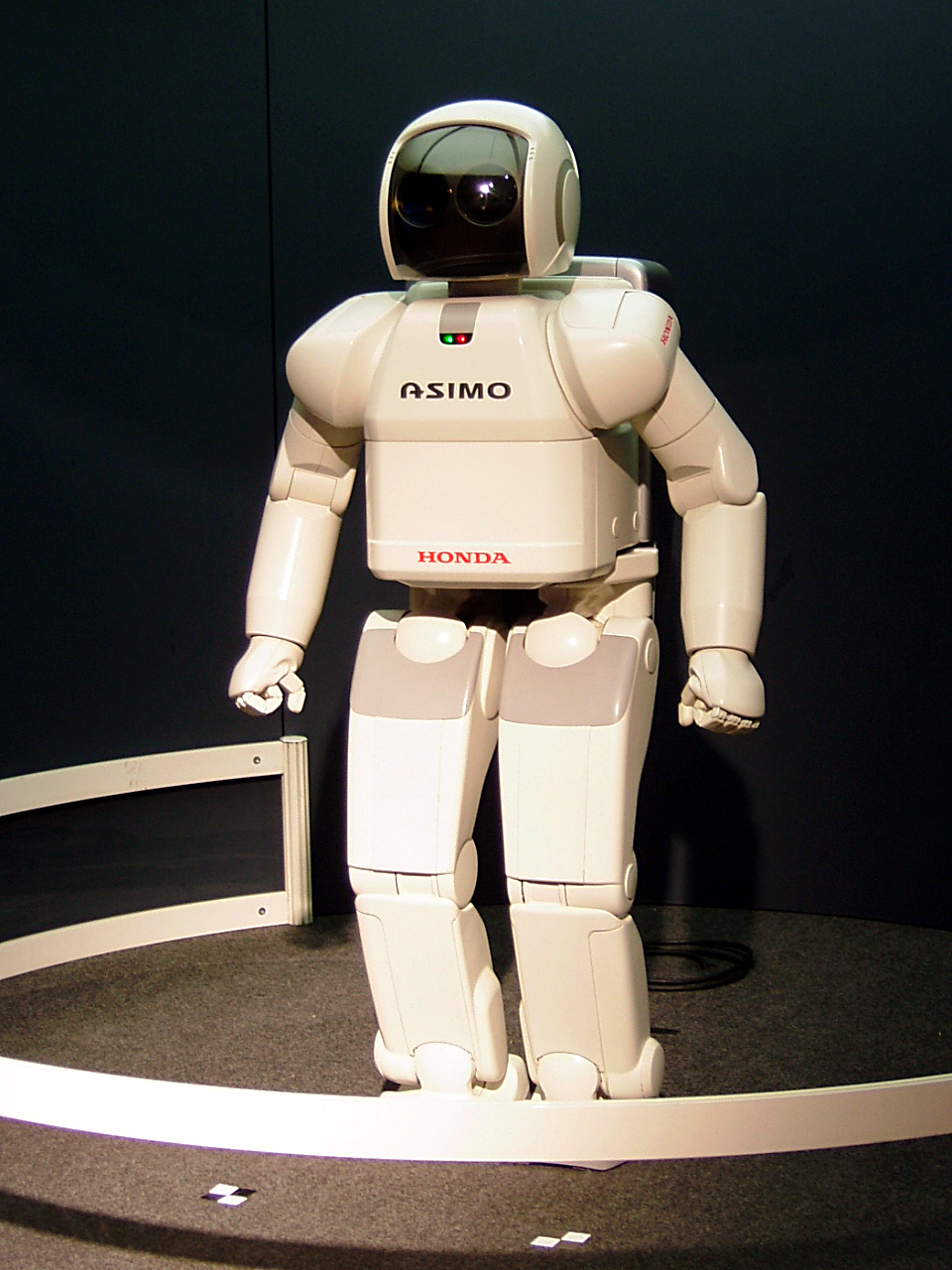
„Humanoider“ Roboter ASIMO
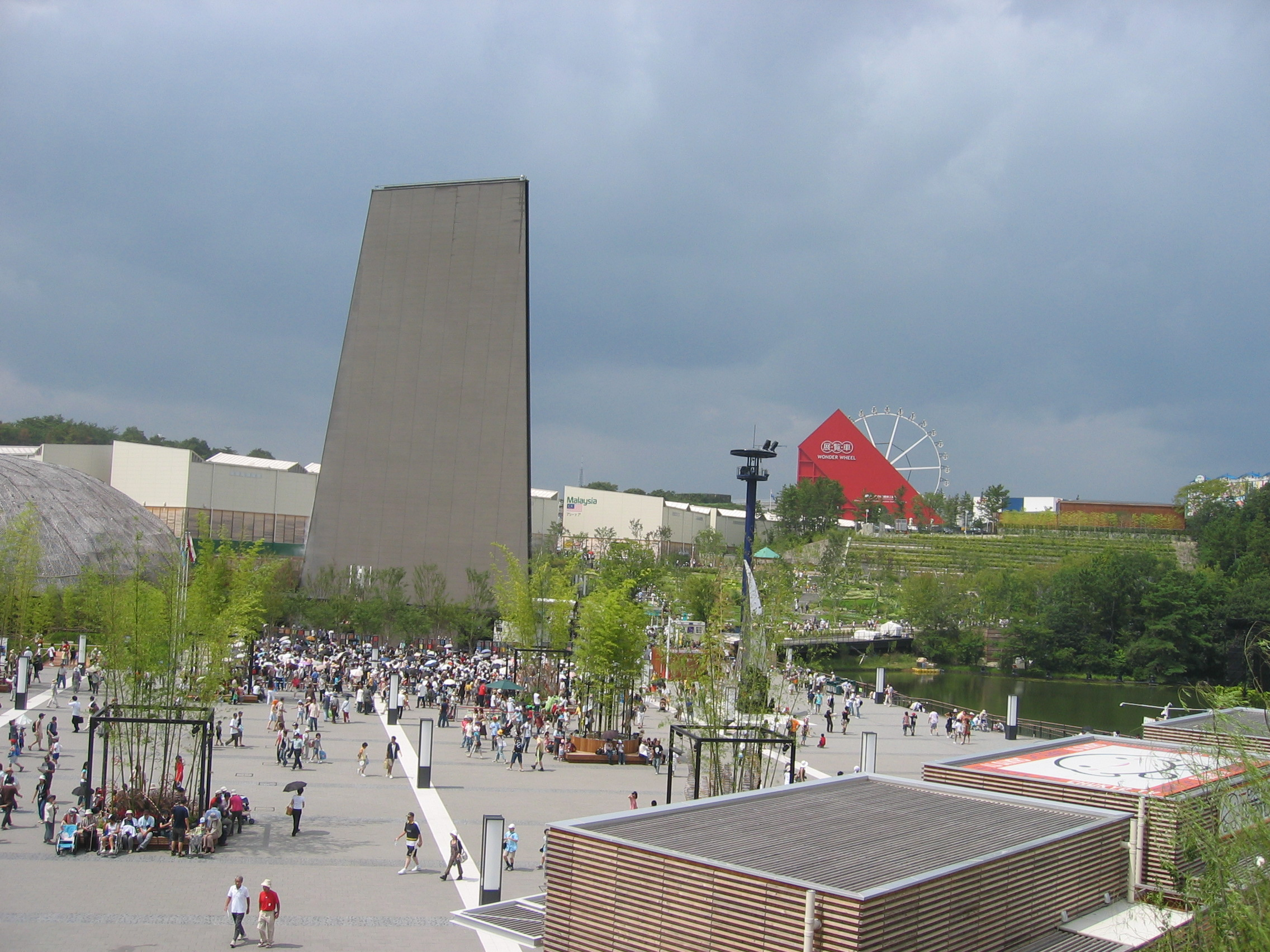
Ausstellungsgelände in Nagakute
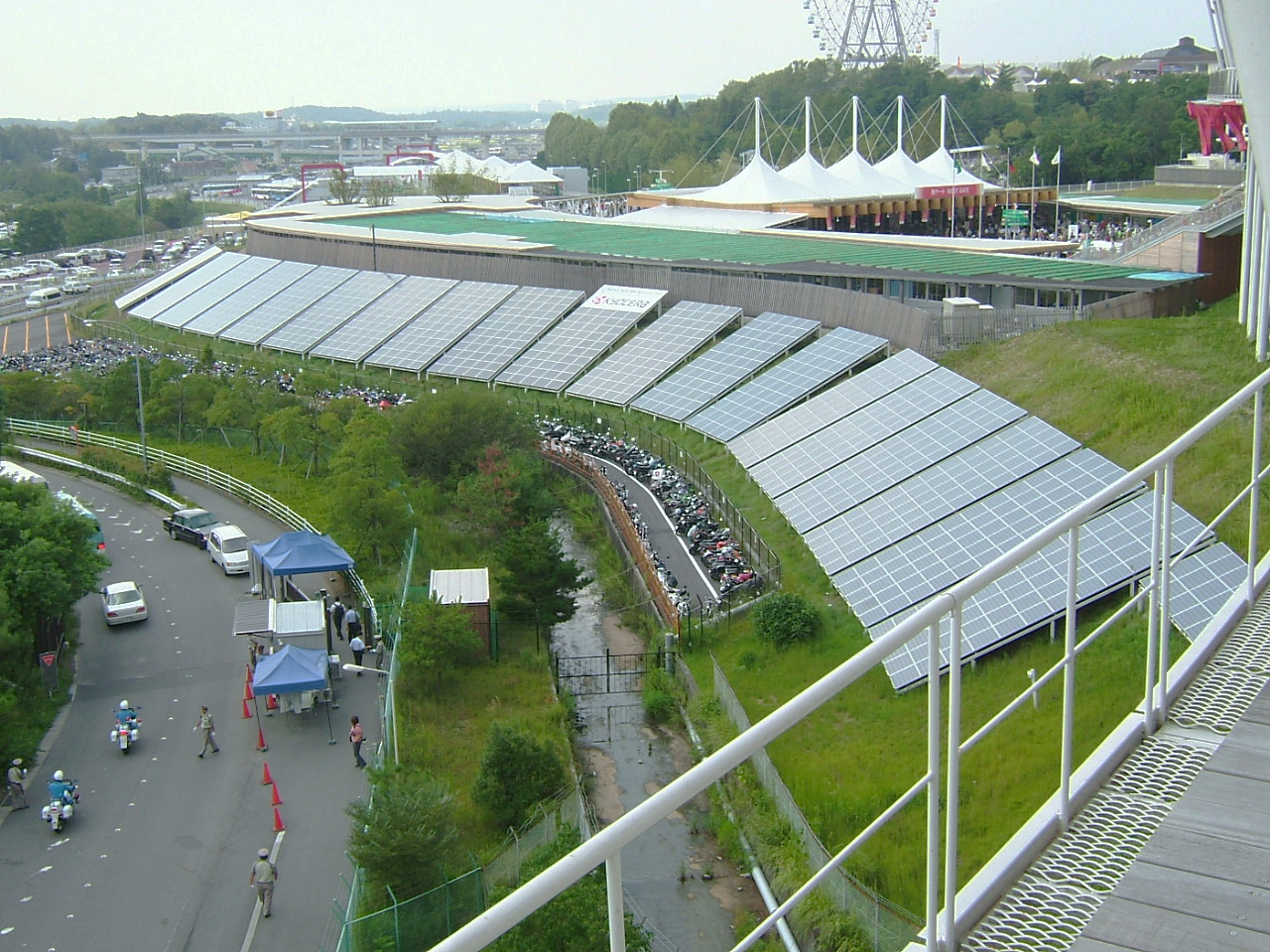
Photovoltaikanlage an der Expo 2005